# De arte venandi cum avibus
De arte venandi cum avibus (с лат. — «Искусство охоты с птицами») — латинский трактат по орнитологии и птичьей охоте, написанный императором Фридрихом II предположительно в 1240-х годах и посвящённый его сыну Манфреду. В книге император описал различные подходы к ловле и приручению охотничьих птиц. В книге описано более сотни видов птиц, причём некоторые из них впервые. Многие факты, касающиеся строения птиц, также впервые зафиксированы в трактате. Книга является важным источником для изучения распространения птиц в XIII веке. Уже в XIII веке появился перевод книги на французский язык.

## История создания
Фридрих II был знаком с трактатом «Liber Animalum» Аристотеля о животных в латинском переводе с арабского своего придворного астролога Майкла Скота. Он также был знаком с «De Scientia Venandi per Aves», трактатом своего арабского сокольничего, знатока птиц, Моамына. Этот трактат был переведён на латынь при его дворе мастером Теодором Антиохийским. Куски текста из трактата Моамына Фридрих вставлял в текст своей книги.
Книга была посвящена Фридрихом его сыну, Манфреду, который также был любителем соколиной охоты и который продолжил работу отца, поскольку к моменту смерти Фридриха книга была ещё не закончена. Согласно сообщениям хронистов, оригинальный манускрипт Фридриха II был утрачен в 1248 году при осаде Пармы. Сохранились сведения, что миланский торговец предлагал Карлу Анжуйскому, победителю наследников Фридриха II в Италии, купить «роскошный кодекс, размером с два псалтыря», украшенный золотом и серебром, содержащий изображение императора в величии и множество миниатюр, изображающих птиц, собак, их болезни и всё, что их касается. Это мог быть Ватиканский кодекс (хотя в нём и нет ничего о собаках).
Рукописи «De arte venandi cum avibus» существуют в двух версиях — двухтомной и шеститомной (манускрипты в Болонье, Париже, Нанте, Валенсии, Ренне и Оксфорде). Всего известно 7 двухтомных и 6 шеститомных копий. Двухтомные версии содержат вставки Манфреда (в одной из версий — собственноручные) и множество миниатюр; шеститомные версии приписывают другому бастарду Фридриха — Энцо. Двухтомные копии сохранились хуже, все они содержат лакуны и имеют пропавшие листы. Шеститомные копии сохранились лучше, возможно, потому, что мало иллюстрированы.
Первый французский перевод (двухтомного варианта) был сделан для Жана Дампьера около 1300 года. Первое печатное издание (двухтомной версии) выпустил в Аугсбурге Маркус Вельзер в 1596 году. Первый перевод на английский (шеститомной версии) был выполнен Кейси Вуд и Марджори Файф и опубликован в 1943 году (англ. The Art of Falconry by Frederick II of Hohenstaufen).

## Содержание
- Книга I содержит классификацию птиц (водные, наземные птицы, хищные и не хищные птицы), приводятся сведения о миграциях, биологических и морфологических характеристиках птиц, описываются внешние и внутренние органы различных видов с уделением особого внимания строению крыльев, оперению и особенностям полёта[10].
- Книга II содержит описание приспособлений, используемых в соколиной охоте. Книга рассказывает, как поймать ястребов и как их кормить, как обучать, рекомендуется сшивать веки, чтобы сделать их более послушными[10].
- Книга III содержит описание этапов обучения соколов и охотничьих собак.
- Книга IV посвящена методам охоты на журавлей.
- Книга V рассказывает о тренировке ястребов.
- Книга VI посвящена охоте с сапсаном на водоплавающих птиц[11][12].

Автор придерживался позиции, сформулированной в предисловии, — описывать вещи как они есть (лат. que sunt, sicut sunt). Это научная книга, берущая свой метод исследования от Аристотеля и вступающая с ним в полемику. В то же время это схоластическая книга, чрезвычайно подробная и почти механистическая в каждой мелочи, в своих разделах и подразделах.
В книге император описал различные подходы к ловле и приручению ястребов. Примечательно, что Фридрих II основывался на своих собственных экспериментах и наблюдениях. Например, стервятнику закрывали глаза, чтобы выяснить, ориентируются ли эти хищные птицы с помощью обоняния или визуально. В другом опыте Фридрих пытался выяснить, могут ли птенцы страуса вылупиться из яиц, если их нагревать только солнцем. Фридрих позаимствовал у арабов и усовершенствовал практику использования колпачков, которыми закрывают головы птиц.

## Значение
Это первый зоологический трактат со времён Аристотеля, посвящённый птицам. В книге описано более сотни видов птиц, причём некоторые из них впервые. Многие факты, касающиеся строения птиц, впервые зафиксированы в трактате Фридриха. Это важный источник для изучения распространения птиц в XIII веке.

## Известные рукописи

### Копии, содержащие две первые книги и добавления Манфреда
Миграция птиц
|        | Место                                      | Индекс             | Материал  | Размер                             | Комментарии | Время создания  |
| ------ | ------------------------------------------ | ------------------ | --------- | ---------------------------------- | --- | --------------- |
| М      | Ватиканская апостольская библиотека        | MS. Pal. Lat. 1071 | Пергамент | 111 листов размера 360×250 mm      | С ценными миниатюрами. Содержит добавления, сделанные рукой Манфреда, отмеченные пометками, такими, как «Rex», «Rex Manfredus» или «addidit Rex», и датируется периодом его правления. Текст имеет повреждения, относящиеся ещё к XIII веку | 1258—1266       |
| M1     | Вена, Австрийская национальная библиотека  | MS. 10948.         | Бумага    | 220 страниц размера 202×208 mm     | Копия предыдущего манускрипта без введения | XVI век         |
| m      | Париж, Национальная библиотека Франции     | MS. Fr. 12400.     | Пергамент | 186 страниц, 13×9 дюймов           | Перевод на французский язык, выполненный для Жана Дампьера и его дочери Изабеллы. | Около 1300 года |
| m1     | Женевский университет                      | MS. Fr. 170        | Пергамент | 152 страницы, 378×260mm,           | Первый владелец — Лодевик ван Грутхусе, с иллюстрациями. Тот же перевод, что и в m | XV век          |
| m2     | Париж, Национальная библиотека Франции     | MS. Fr. 1296       |           |                                    | Содержит только вторую книгу, перевод на французский язык, отличающийся от перевода манускрипта m | XV век          |
| [ 21 ] | Гарвардский университет                    |                    |           | 149 страниц                        | Первый владелец — Лодевик ван Грутхусе, для которого копия была выполнена, текст французский | 1486            |
| [ 22 ] | Штутгарт, Земельная библиотека Вюртемберга | Codex H.B. XI 34a  | Пергамент | Страницы 99-297 размера 345–245 mm | В составе кодекса, вторая часть, |                 |

### Копии, содержащие шесть книг, без добавлений Манфреда
|        | Место                            | Индекс             | Материал        | Размер                                                                                 | Комментарии                                                                                              | Время создания  |
| ------ | -------------------------------- | ------------------ | --------------- | -------------------------------------------------------------------------------------- | --- | --------------- |
| B      | Париж, Библиотека Мазарини       | MS. 3716           | Пергамент       | 589 страниц                                                                            | Заметен Анжу-Сицилийский герб, копия или близкий к копии Болонского манускрипта текст                    | начало XV века. |
| C      | Университет Валенсии             | MS. 402            | Пергамент       | 238 страниц, 329×211mm,                                                                | С Арагон-Сицилийским гербом. Текст идентичен В                                                           | XV век          |
| D      | Рен, Муниципальная библиотека    | MS. 227.           | Копия на бумаге | 404 страниц                                                                            | Главы имеют названия, в конце добавлено оглавление. Текст идентичен В, расположен на страницах 1-387     | XV век          |
| E      | Болонья, библиотека университета | MS. Lat. 419 (717) | пергамент       | 133 страницы, размер 270×200 mm                                                        | с иллюстрациями                                                                                          | XIV век         |
| F      | Нант, Музей Томаса Добре         | MS. 19             | Бумага          | В составе кодекса. Бумага. Занимает 15-220 страницы из 278 (или 275), размер 280×195mm | Текст близок к В. Копия, вероятно, выполнена для Асторре II Манфреди ди Фаэнца или его внука, Асторе III | не позже 1468   |
| [ 31 ] | Оксфорд, Бодлианская библиотека  | MS. Digby 152      |                 | Листы 42-54                                                                            | | XIV век         |

## Текст
- De arte venandi cum avibus. — Vol. 1.
- De arte venandi cum avibus. — Vol. 2. Архивировано 7 марта 2016 года.
- De arte venandi cum avibus. — MS. Fr. 12400